# Krippen (Schiff, 1892)
Der Raddampfer Krippen wurde 1892 in der Schiffswerft Blasewitz gebaut. Das Schiff wurde unter dem Namen Tetschen mit der Baunummer 31 auf Kiel gelegt. Am 28. Mai 1892 erfolgte der Stapellauf und am 5. Juni 1892 die Jungfernfahrt. Am 21. Juni 1892 wurde sie in Dienst gestellt. Im Jahr 1946 erhielt sie als zweites Schiff den Namen Krippen. Seit 1999 gehört sie zum Bestand der Sächsischen Dampfschiffahrts GmbH & Co. Conti Elbschiffahrts KG und fährt auf der Oberelbe. Ihr Liegeplatz sind die Anlegestellen am Terrassenufer in Dresden.

## Geschichte

### Die Zeit nach der Indienststellung bis 1945

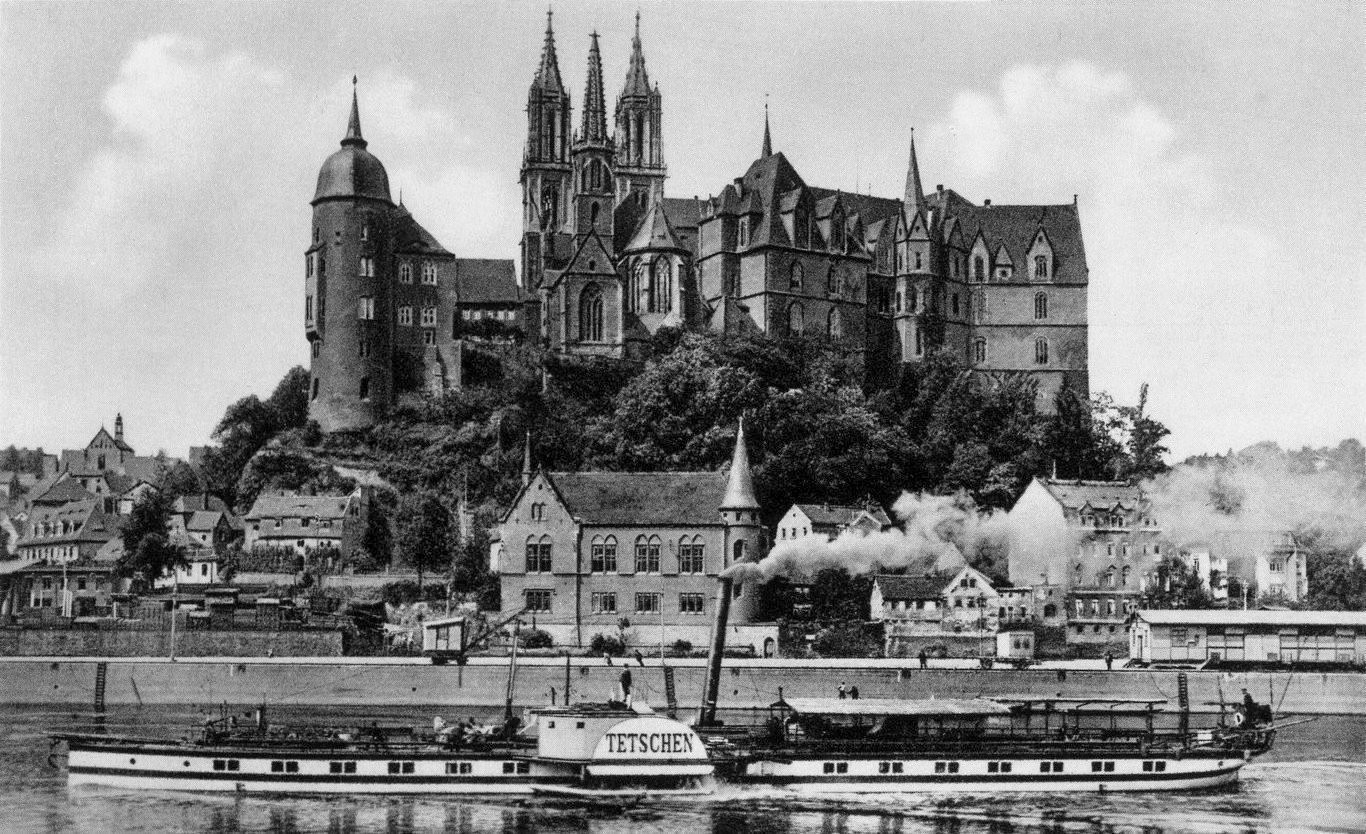
Raddampfer Tetschen vor der Albrechtsburg in Meißen 1914

Die Tetschen war das erste Schiff mit einer elektrischen Anlage. Nach der Indienststellung als Glattdeckdampfer fuhr das Schiff bis 1923 für die Sächsisch-Böhmische Dampfschiffahrts-Gesellschaft (SBDG). Nach der Einstellung des Geschäftsbetriebes im Jahr 1923 fuhr das Schiff für die 1923 neu gegründete Sächsisch-Böhmische Dampfschiffahrt, Aktiengesellschaft (SBDA). Der ab 1926 übliche weiße Anstrich der Schiffe brachte ihr den Namen Weiße Flotte ein.
In den Jahren 1918–1919 war das Schiff aufgrund schwieriger wirtschaftlicher Bedingungen am Ende des Ersten Weltkrieges aufgelegt. 
Im Winter 1926/27 erfolgte der Einbau einer Handsteuerwinde auf der Kommandobrücke und im Winter 1927/28 der Einbau einer Dampfsteuermaschine. Im Winter 1928/29 erfolgte der Ausbau der Radkästen, um Platz für den Einbau von Toiletten zu schaffen. Zu diesem Zeitpunkt erhielt sie auch den weißen Anstrich.
Im Sommer 1943 erhielt die Tetschen wie alle Dampfer einen Tarnanstrich. Ab diesem Zeitpunkt lag sie im Loschwitzer Hafen. Am Ende des Zweiten Weltkrieges wurde sie in den Alberthafen verlegt und diente hier der Roten Armee als Quartierschiff.

### Die Zeit nach 1945
Die SBDA wurde am 1. Februar 1947 in Volkseigentum überführt und erhielt den Namen VEB Elbeschiffahrt Sachsen. Von 1950 bis 1957 gehörte sie zum VEB Deutsche Schiffahrts- und Umschlagszentrale (DSU). Nach deren Auflösung entstand 1957 der VEB Fahrgastschiffahrt und Reparaturwerft Dresden und ab 1967 der VEB Fahrgastschiffahrt Dresden.
Am 1. August 1946 wurde das Schiff in Krippen umbenannt. Im Jahr 1947 wurden das Schiff und die Dampfmaschine überholt und die hölzernen Schaufeln des Seitenrades durch eiserne Schaufeln ersetzt. 1963 wurde die Elektroanlage erneuert und 1968 die Dampfsteuermaschine durch die Maschine der 1966 abgewrackten Freundschaft ersetzt. 1975 erfolgte die Umstellung der Elektroanlage auf 220 Volt und der Einbau einer elektrischen Heizung. 1976 wurde sie wegen eines Kesselschadens außer Betrieb genommen.
1980 wurde sie unter Denkmalschutz gestellt und entging damit der Abwrackung. 1983 wurde das Schiff an die Gemeinde Kloschwitz verkauft. Da sie nicht fahrtüchtig war, musste sie geschleppt werden. 1986 wurde sie hier an Land gesetzt. Das Schiff sollte als Gaststätte oder Jugendheim umgebaut werden. Das scheiterte aber an der Finanzierung und das Schiff blieb sich selbst überlassen.

### Die Zeit bei der Historischen Dampfschiffs-Reederei Meißen
1991 kaufte Friedhelm Stolte aus Uelzen das Schiff. Es wurde am 12. Dezember 1991 wieder zu Wasser gebracht. Am 21. Dezember wurde die Krippen auf der Laubegaster Werft an Land gebracht. Hier begann die Rekonstruktion des Schiffes. Aus Kostengründen wurde die Rekonstruktion unterbrochen und das Schiff am 18. Januar an die Historische Dampfschiffs-Reederei Meißen verkauft. In diesem Jahr feierte es als achtes Schiff das 100-jährige Dienstjubiläum. Im Dezember 1992 wurde das Schiff in die Hitzler Werft nach Lauenburg überführt. Hier wurde es in drei Teile zerschnitten und mit Leichtern in die Brand Werft nach Oldenburg gebracht. In der Werft wurde es originalgetreu aufgebaut und erhielt einen neuen Kessel mit Ölfeuerung. Die Leistung der Dampfmaschine wurde von 110 auf 125 PS gesteigert. Am 7. Mai 1994 ging sie wieder auf Fahrt. Sie trat aus eigener Kraft die Rückreise über Bremen, Hannover und Magdeburg nach Meißen an. In Meißen diente sie als schwimmendes Restaurant. Zwischendurch wurden einige Fahrten unternommen. So war sie im Dezember 1994 in Berlin, im April 1995 in Torgau, im Juni 1995 in Hamburg und im Juli 1995 wieder in Berlin. Am 12. September gab es in Meißen einen Beinaheunfall. Nach dem Ablegen fiel die Ruderanlage aus und das Schiff strandete auf den unter Wasser stehenden Elbwiesen. Ein vorbeifahrender Schlepper der ČSPL zog das Schiff wieder in tieferes Wasser.
Im April 1996 reiste sie mit einer Ausstellung der neuen Kollektion der Staatlichen Porzellanmanufaktur Meißen im Wert von einer Million D-Mark nach Hamburg und im Mai nach Berlin. Im Juli 1996 war sie auf dem Müggelsee zu Gast. Nach einem Abstecher in Prag im August 1996 fuhr sie nach Köln und war im Oktober 1996 auf dem Neckar im Einsatz.
Am 19. April 1997 charterte die Köln Düsseldorfer Deutsche Rheinschiffahrt AG die Krippen für fünf Jahre für Rundfahrten im Stadtgebiet. Im November 1999 wurde der Vertrag vorzeitig beendet.

### Die Zeit bei der Sächsischen Dampfschiffahrt
Die Sächsische Dampfschiffahrtsgesellschaft kaufte die Krippen für 1,8 Millionen D-Mark und holte sie nach Dresden zurück, wo sie am 29. November 1999 eintraf. Hier wurde sie einer Generalüberholung unterzogen und dabei die Dampfsteuermaschine auf dem Hinterdeck ausgebaut und in Laubegast eingelagert.
Am 17. August 2000 erfolgte zum 5. Dampferfest die Wiederindienststellung.
Am 1. März 2001 fuhr sie nach Roßlau. In der dortigen Schiffswerft wurde ein neuer Dampfkessel eingebaut. Der 1993 von der Firma E. Huggler gebaute Kessel hatte sich nicht bewährt. Der neue Kessel ist ein Einflammrohr-Kessel. Nach der Abnahme am 9. April 2001 machte sich die Krippen auf den Rückweg nach Dresden, um hier am 18. April zu ihrer ersten Fahrplanfahrt zu starten. Im Winter 2003/2004 wurde in Roßlau eine Generalinstandsetzung der Dampfmaschine durchgeführt und dabei ein neuer Zylinder eingebaut. Im Mai 2004 kam es zu einem Maschinenschaden, der in der Laubegaster Werft repariert wurde.

## Die Dampfmaschine
Die Dampfmaschine ist eine oszillierende Niederdruck-Zweizylinder-Zwillings-Dampfmaschine mit Einspritzkondensation. Gebaut wurde sie, wie auch der Zwei-Flammrohr-Kofferkessel, von der Sächsischen Dampfschiffs- und Maschinenbauanstalt der Oesterreichischen Nordwest Dampfschiffahrtsgesellschaft in Dresden. Die ursprüngliche Leistung betrug 110 PS. Der 2001 eingebaute Dampfkessel hat 6,5 bar Dampfdruck, gebaut von Siempelkamp Nukleartechnik Dresden-Übigau mit der Fabrik-Nr. 16-8373. Seit 1994 gibt es eine automatische Ölfeuerung.

## Kapitäne des Schiffes
- August Gottlieb Forkert 1893–1898
- Friedrich Louis Johne 1899–1917
- Josef Hille 1920